# Discographie d'Amel Bent
Cette page présente la discographie d'Amel Bent. Au cours de sa carrière, elle a sorti sept albums studio et 30 singles.
Son premier album Un jour d'été, sorti le 30 novembre 2004, deviendra le plus grand succès de sa carrière, obtenant un disque de platine en France et un disque d'or en Belgique. Quatre singles seront extraits de cet album : Ma philosophie qui atteint la première place en France et en Wallonie, Le Droit à l'erreur, Ne retiens pas tes larmes et une reprise de Eye of the Tiger.
Son deuxième album À 20 ans sort le 18 juin 2007, et est certifié disque d'or. Son troisième album Où je vais reçoit quant à lui un disque de platine.
Après quelques années au succès plus confidentiel, son septième album, Vivante, devient numéro 1 français dès sa première semaine de vente et est certifié disque d'or. Trois des singles issu de l’album sont également récompensés : Jusqu'au bout est disque de platine, 1,2,3 est disque de diamant et le chant des colombes est disque d’or.

## Albums studio

### Albums studio
| Titre                                                                       | Détails | Meilleur classement | Meilleur classement | Meilleur classement | Meilleur classement | Ventes                 | Certifications     |
| Titre                                                                       | Détails | FRA                 | WAL                 | SUI                 | ROM                 | Ventes                 | Certifications     |
| --------------------------------------------------------------------------- | --- | ------------------- | ------------------- | ------------------- | ------------------- | ---------------------- | ------------------ |
| Un jour d'été                                                               | - Sortie : 30 novembre 2004 - Label : Jive Epic - Formats : CD, téléchargement                                        | 3                   | 12                  | 39                  | —                   | - : 650 000 - : 10 000 | - : Platine - : Or |
| À 20 ans                                                                    | - Sortie : 18 juin 2007 - Label : Jive Epic - Formats : CD, téléchargement                                            | 4                   | 15                  | 24                  | —                   | - : 200 000            | - : Or             |
| Où je vais                                                                  | - Sortie : 4 décembre 2009 - Label : Jive Epic - Formats : CD, téléchargement                                         | 9                   | 25                  | 65                  | 16                  | - : 150 000            |                    |
| Délit mineur                                                                | - Sortie : 28 novembre 2011 - Label : Jive Epic - Formats : CD, téléchargement                                        | 24                  | 61                  | —                   | 28                  | - : 52 000             |                    |
| Instinct                                                                    | - Sortie : 24 février 2014 - Label : Jive Epic - Formats : CD, téléchargement                                         | 11                  | 14                  | 28                  | 5                   | - : 25 000             |                    |
| Demain                                                                      | - Sortie : 17 mai 2019 - Label : Mercury - Formats : CD, téléchargement                                               | 12                  | 13                  | 55                  | 12                  | - : 20 000             |                    |
| Sorore (avec Camelia Jordana et Vitaa)                                      | - Sortie : 4 juin 2021 - Label : Indifférence Prod - Formats : CD, téléchargement                                     | 13                  | 13                  | 46                  | 2                   | - : 17 000             |                    |
| Vivante                                                                     | - Sortie : 1er octobre 2021 - Label : Capitol Music France / Indifférence Prod - Formats : CD, téléchargement, Vinyle | 1                   | 7                   | 41                  | 6                   | - : 100 000            | - : Platine        |
| Minuit Une                                                                  | - Sortie : 16 mai 2025 - Label : Indifférence Prod / V.V.S ONE - Formats : CD, - téléchargement, Vinyle               | 29                  | 34                  | —                   | —                   | - : 10 000             |                    |
| « — » indique que l'album n'est pas sorti ou classé dans le pays ou région. | |                     |                     |                     |                     |                        |                    |

## Singles
| Année                                                                                      | Titre                                     | Meilleur classement  | Meilleur classement  | Meilleur classement  | Meilleur classement    | Meilleur classement  | Meilleur classement  | Certifications              | Album                 |
| Année                                                                                      | Titre                                     | Drapeau de la France | Drapeau de la France | Drapeau de la France | Drapeau de la Belgique | Drapeau de la Suisse | Drapeau de la Suisse | Certifications              | Album                 |
| Année                                                                                      | Titre                                     | Ventes               | Télech.              | Stream               | Wal.                   | Nat.                 | Rom.                 | Certifications              | Album                 |
| ------------------------------------------------------------------------------------------ | ----------------------------------------- | -------------------- | -------------------- | -------------------- | ---------------------- | -------------------- | -------------------- | --------------------------- | --------------------- |
| 2004                                                                                       | Ma philosophie                            | 1                    |                      |                      | 1                      | 16                   |                      | - SNEP : Diamant - BEA : Or | Un jour d'été         |
| 2005                                                                                       | Le Droit à l'erreur                       | 7                    |                      |                      | 16                     | 36                   |                      | - SNEP : Or                 | Un jour d'été         |
| 2005                                                                                       | Ne retiens pas tes larmes                 | 5                    |                      |                      | 5                      | 50                   |                      | - SNEP : Or                 | Un jour d'été         |
| 2006                                                                                       | Eye of the Tiger                          | 2                    | —                    |                      | 13                     | 32                   |                      | - SNEP : Or                 | Un jour d'été         |
| 2007                                                                                       | Tombé pour elle (avec La Fouine)          | 15                   | —                    |                      | —                      | —                    |                      |                             | Aller-retour          |
| 2007                                                                                       | Nouveau Français                          | 3                    | 10                   |                      | 7                      | 75                   |                      |                             | À 20 ans              |
| 2007                                                                                       | À 20 ans (avec Diam's)                    | —                    | 42                   |                      | —                      | —                    |                      |                             | À 20 ans              |
| 2008                                                                                       | Tu n'es plus là                           | —                    | 8                    |                      | 40                     | —                    |                      |                             | À 20 ans              |
| 2008                                                                                       | Désolée                                   | —                    | —                    |                      | —                      | —                    |                      |                             | À 20 ans              |
| 2008                                                                                       | Vivre ma vie                              | —                    | —                    |                      | —                      | —                    |                      |                             | High School Musical 3 |
| 2009                                                                                       | Où je vais                                | —                    | 4                    |                      | 23                     | —                    |                      |                             | Où je vais            |
| 2010                                                                                       | Le Mal de toi                             | —                    | 48                   |                      | —                      | —                    |                      |                             | Où je vais            |
| 2010                                                                                       | Je me sens bien                           | —                    | —                    |                      | —                      | —                    | —                    |                             | Où je vais            |
| 2010                                                                                       | Cette idée-là                             | 92                   | —                    |                      | —                      | —                    | —                    |                             | Où je vais            |
| 2011                                                                                       | Tu veux ou tu veux pas                    | —                    | —                    |                      | —                      | —                    | —                    |                             | Single uniquement     |
| 2011                                                                                       | Je reste                                  | 29                   | 29                   |                      | —                      | —                    | —                    |                             | Délit mineur          |
| 2012                                                                                       | Délit                                     | 38                   | 38                   |                      | 27                     | —                    | —                    |                             | Délit mineur          |
| 2012                                                                                       | Ma chance                                 | 106                  | 106                  |                      | —                      | —                    | —                    |                             | Instinct              |
| 2013                                                                                       | Quand la musique est bonne (avec Soprano) | 40                   | 40                   |                      | —                      | —                    | —                    |                             | Instinct              |
| 2013                                                                                       | Sans toi                                  | 131                  | 131                  |                      | —                      | —                    | —                    |                             | Instinct              |
| 2014                                                                                       | Regarde-nous                              | 118                  | 118                  |                      | —                      | —                    | —                    |                             | Instinct              |
| 2014                                                                                       | En silence                                | 164                  | 164                  |                      | —                      | —                    | —                    |                             | Instinct              |
| 2017                                                                                       | 100 % (avec Alonzo)                       | 184                  | 184                  | 102                  | —                      | —                    | —                    |                             | 100 %                 |
| 2018                                                                                       | Si on te demande                          | 24                   | 24                   | —                    | —                      | —                    | —                    |                             | Demain                |
| 2018                                                                                       | Rien (avec Alonzo)                        | 46                   | 46                   | —                    | —                      | —                    | —                    |                             | Demain                |
| 2018                                                                                       | Dis-moi qui tu es                         | 26                   | 26                   | —                    | —                      | —                    | 12                   |                             | Demain                |
| 2019                                                                                       | Demain                                    | 72                   | 72                   | —                    | —                      | —                    | —                    |                             | Demain                |
| 2020                                                                                       | Jusqu'au bout (avec Imen Es)              | 16                   | 16                   | 47                   | 6                      | —                    | 14                   | - SNEP : Diamant            | Vivante               |
| 2020                                                                                       | 1, 2, 3 (avec Hatik)                      | 13                   | 13                   | 8                    | 3                      | —                    | —                    | - SNEP : Diamant            | Vivante               |
| 2021                                                                                       | Ma sœur                                   |                      |                      | 159                  | —                      | —                    | —                    | - SNEP : Or                 | Sorore                |
| 2021                                                                                       | Le chant des colombes                     |                      |                      | 124                  | 16                     | —                    | —                    | - SNEP : Or                 | Vivante               |
| 2021                                                                                       | Ton nom                                   |                      |                      | —                    | —                      | —                    | —                    |                             | Vivante               |
| 2022                                                                                       | Lossa (feat. Benny Adam)                  |                      |                      | —                    | 39                     | —                    | —                    |                             | Vivante               |
| 2022                                                                                       | Tu l’aimes encore (feat. Dadju)           |                      |                      | —                    | —                      | —                    | —                    |                             | Vivante               |
| 2025                                                                                       | Décharge mentale                          |                      |                      |                      |                        |                      |                      |                             | Minuit Une            |
| 2025                                                                                       | Triste                                    |                      |                      |                      |                        |                      |                      |                             | Minuit Une            |
| « — » indique que le single ne s'est pas classé ou n'est pas sorti dans le pays ou région. |                                           |                      |                      |                      |                        |                      |                      |                             |                       |

### Singles en groupe
- 2006 : Le temps qui court (Les Enfoirés)
- 2010 : Si l'on aimait, si (Les Enfoirés)
- 2010 : Désolé (Espoir Pour Haïti)
- 2011 : On demande pas la lune (Les Enfoirés)
- 2011 : Des ricochets (Paris-Africa)
- 2012 : Encore un autre hiver (Les Enfoirés)
- 2012 : Famille (Génération Goldman)
- 2013 : Attention au départ (Les Enfoirés)
- 2014 : La chanson du bénévole (Les Enfoirés)
- 2014 : Kiss & Love (Sidaction)[17],[18].
- 2015 : Toute la vie (Les Enfoirés)
- 2016 : Liberté (Les Enfoirés)
- 2017 : Juste une petite chanson (Les Enfoirés)
- 2018 : On fait le show (Les Enfoirés)
- 2019 : On trace (Les Enfoirés)
- 2020 : À côté de toi (Les Enfoirés)
- 2025: Le monde demain (Les Enfoirés)

## Autres chansons

### Musique de film
- 2006 : Eye of the Tiger (BO du film Astérix et les Vikings)
- 2008 : Vivre ma vie (BO de High School Musical 3)
- 2010 : Juste une chance (BO de Conte de la frustration)
- 2010 : Essaie de comprendre (avec Akhenaton (BO de Conte de la frustration)
- 2010 : Ma conscience (avec Akhenaton (BO de Conte de la frustration)
- 2011 : Pont de lumière (BO de Happy Feet 2)
- 2018 : Une vie de merveille (BO de Yéti & Compagnie)

### Participations
- 2006 : Le Village des Enfoirés.

1. Con te Partiro
2. Help avec Francis Cabrel, Michael Jones et Läam (Medley)
3. Être une femme avec Elsa, Liane Foly, Patricia Kaas, Claire Keim, Sandrine Kiberlain, Michèle Laroque et Nolwenn Leroy (Medley)
4. Tout le bonheur du monde avec Axel Bauer, Patrick Bruel, Garou, Maurane, MC Solaar et Zazie (Medley)
5. La rivière de notre enfance avec Julie Zenatti (Medley)

- 2007 : La Caravane des Enfoirés.

1. Si seulement je pouvais lui manquer
2. I do it for you
3. Les amoureux des bancs publics avec Patrick Fiori (Medley)
4. Crazy avec Yannick Noah (Medley)

- 2008 : Les Secrets des Enfoirés.

1. Que serais-je sans toi
2. Fan avec Alizée et Julie Zenatti (Medley)
3. Ma liberté de penser avec Karen Mulder et les petits chanteurs de Strasbourg (Medley)
4. C'est quand le bonheur avec Maxime le Forestier (Medley)

- 2009 : Les Enfoirés font leur cinéma.

1. I will always love you / Get up (Sex Machine)
2. Les Dalton avec Alizée (Medley)
3. Rehab avec Jenifer (Medley)

- 2009 : Raï n'B Fever 3.

1. Crois en tes rêves (avec Mohamed Reda)
2. Mais il faut croire en ses rêves

- 2010 : Les Enfoirés… la Crise de Nerfs

1. XXL
2. We Are the World avec Alizée (Medley)
3. Une seule vie avec Catherine Lara (Medley)

- 2011 : Libres de chanter pour Paroles de femmes

1. Lucille
2. Gabrielle

- 2011 : Dans l'œil des Enfoirés

1. N'importe quoi
2. Ce soir on vous met le feu avec Alizée, Tina Arena, Jenifer, Patricia Kaas, Claire Keim, Nolwenn Leroy, Lorie et Mimie Mathy (Medley)
3. Les p'tites femmes de Pigale avec Alizée, Tina Arena, Jenifer, Patricia Kaas, Claire Keim, Nolwenn Leroy, Lorie et Mimie Mathy (Medley)
4. Viens boire un ptit coup à la maison  avec  Alizée, Tina Arena, Jenifer, Patricia Kaas, Claire Keim, Nolwenn Leroy, Lorie et Mimie Mathy (Medley)
5. 3e sexe avec  Alizée, Tina Arena, Jenifer, Patricia Kaas, Claire Keim, Nolwenn Leroy, Lorie, Mimie Mathy, Jean-Louis Aubert, Patrick Bruel, Jean-Jacques Goldman, Grégoire, Christophe Maé, MC Solaar, Kad Merad et Pascal Obispo (Medley)
6. Je vais à Rio avec Liane Foly et Zaz (Medley)
7. Laissez-moi danser avec Natasha St-Pier (Medley)
8. Hey Oh avec Alizée, Thomas Dutronc, Patrick Fiori, Grégoire, Jenifer, Claire Keim, Laam, Michèle Laroque, Nolwenn Leroy, Renan Luce, MC Solaar et Natasha St-Pier (Medley)
9. La boulette avec Jenifer (Medley)

- 2012 : Le Bal des Enfoirés

1. Entre nous
2. 'Just a gigolo
3. Encore un autre hiver

- 2012 : Génération Goldman

1. Famille
2. Comme toi

- 2013 : La Boîte à musique des Enfoirés

1. Someone like you
2. C Moi
3. Gangnam Style avec Lorie et Mika (Medley)
4. C'est dit avec Mimie Mathy (Medley)

- 2013 : Génération Goldman 2

1. Quand la musique est bonne (avec Soprano)
2. Nos mains

- 2014 : Aznavour, sa jeunesse

1. Sa jeunesse
2. Les deux pigeons

### Autres collaborations
- 2004 : Let Me Love You (avec Mario)
- 2004 : Partis trop tôt (feat. Kery James)
- 2008 : Hysteric Love (Rohff feat. Amel Bent)
- 2008 : Rap Game (Rohff feat. Amel Bent)
- 2008 : Solitude (Tunisiano feat. Amel Bent)
- 2009 : Le Regard des gens (Tunisiano feat. Amel Bent)
- 2009 : Pardon mon amour (avec Gérard Darmon)
- 2009 : Mon bled (avec Rim'K)
- 2010 : Tu t'attendais pas à ça (avec Amy et Bushy)
- 2010 : Love Me Tender (avec Elvis Presley)
- 2010 : On pense à vous (avec 113)
- 2012 : À ma manière (avec Dalida)
- 2013 : Karl (Amel Bent feat. La Fouine)
- 2013 : Ti amo t'es a moi (avec Rohff)
- 2013 : Mistral gagnant (avec Lara Fabian)
- 2013 : Avant toi (avec Vitaa)
- 2014 : Quand je danse (feat. Ne-Yo)
- 2014 : Loup de la street (Lacrim feat. Amel Bent)
- 2014 : Sa jeunesse (avec Black M, Soprano, Amel Bent, Vitaa et Matt Houston)
- 2019 : À la vie (avec Vitaa & Slimane)
- 2022 : A Mi Manera (avec Ycare)
- 2023 : Ma liberté de penser (avec Florent Pagny)
- 2024 : La nuit (avec Patrick Fiori)
- 2024 : Les larmes (avec Zacques)